# Villeveyrac
Villeveyrac (okzitanisch Vilamanda) ist ein Ort und eine südfranzösische Gemeinde mit 3953 Einwohnern (Stand 1. Januar 2022) im Département Hérault in der Region Okzitanien. Die Bewohner werden Villeveyracois und Villeveyracoises genannt.

## Lage
Das Runddorf (Circulade) Villeveyrac liegt auf einem Hügel in einer Höhe von etwa 75 Metern ü. d. M. etwa 29 Kilometer (Fahrtstrecke) südwestlich von Montpellier bzw. knapp 44 Kilometer nordöstlich von Béziers. Die Hafenstadt Sète ist etwa 20 Kilometer in südlicher Richtung entfernt; das Runddorf Balaruc-le-Vieux liegt auf dem Weg dorthin. Zwei weitere Circulades (Saint-Pons-de-Mauchiens und Saint-Pargoire) befinden sich etwa sieben Kilometer nordwestlich.

## Bevölkerungsentwicklung
| Jahr      | 1968 | 1975 | 1982 | 1990 | 1999 | 2006 | 2017 |
| Einwohner | 1609 | 1618 | 1686 | 1842 | 2211 | 2758 | 3795 |

In der ersten Hälfte des 19. Jahrhunderts verdoppelte sich die Einwohnerzahl von etwa 1000 auf ca. 2200; danach stieg sie bis auf etwa 2750 Personen an. Die Reblauskrise und die fortschreitende Mechanisierung der Landwirtschaft führten zu deutlichen Einbrüchen – so lag die Einwohnerzahl von den 1950er bis 1980er Jahren nur bei etwa 1600. Aufgrund der relativen Nähe zu den Großstädten Montpellier und Béziers und den auf dem Lande deutlich niedrigeren Immobilienpreisen ist in den letzten Jahren wieder ein deutlicher Anstieg der Bevölkerungszahlen zu verzeichnen.

## Wirtschaft
In früheren Zeiten lebten die Bewohner des Ortes als weitgehende Selbstversorger von der Landwirtschaft, wobei neben Getreide auch Wein und Oliven angebaut wurden. Daneben betrieb man ein wenig Viehzucht (Schafe, Schweine, Hühner etc.). Wie in vielen Orten des Languedoc dominierte im 19. Jahrhundert der Weinbau; die örtliche Winzergenossenschaft vermarktet den hier produzierten Wein über die Appellationen Languedoc, Pays d’Herault und Pays d’Oc. Wegen der Absatzkrise von französischem Wein wird jedoch nur noch auf etwa der Hälfte der landwirtschaftlichen Flächen Weinbau betrieben; auf der anderen Hälfte werden wieder Getreide (Weizen, Mais) und Sonnenblumen angebaut.
Im Nordosten der Gemeinde wird seit 1873 eine Bauxitmine betrieben.

## Geschichte
Römische oder gallorömische Ursprünge des Ortes sind nicht belegt. Südlich des heutigen Ortes lag der alte Ort Veyrac, in welchem ein zum Teil aus westgotischer Zeit stammendes Gräberfeld entdeckt wurde. In einem Testament des Jahres 990 wird der Ort als Villa Vairago bezeichnet. Im Jahr 1138 erfolgte die Gründung eines Benediktinerklosters durch Raimund I. Trencavel, den Vizegrafen von Beziers, das jedoch schon wenige Jahre später (1145) in ein Zisterzienserkloster umgewandelt wurde. In diese Zeit dürften auch die Anfänge der Circulade fallen, die zur Grundherrschaft (seigneurie) der Abtei von Valmagne gehörte.

## Sehenswürdigkeiten

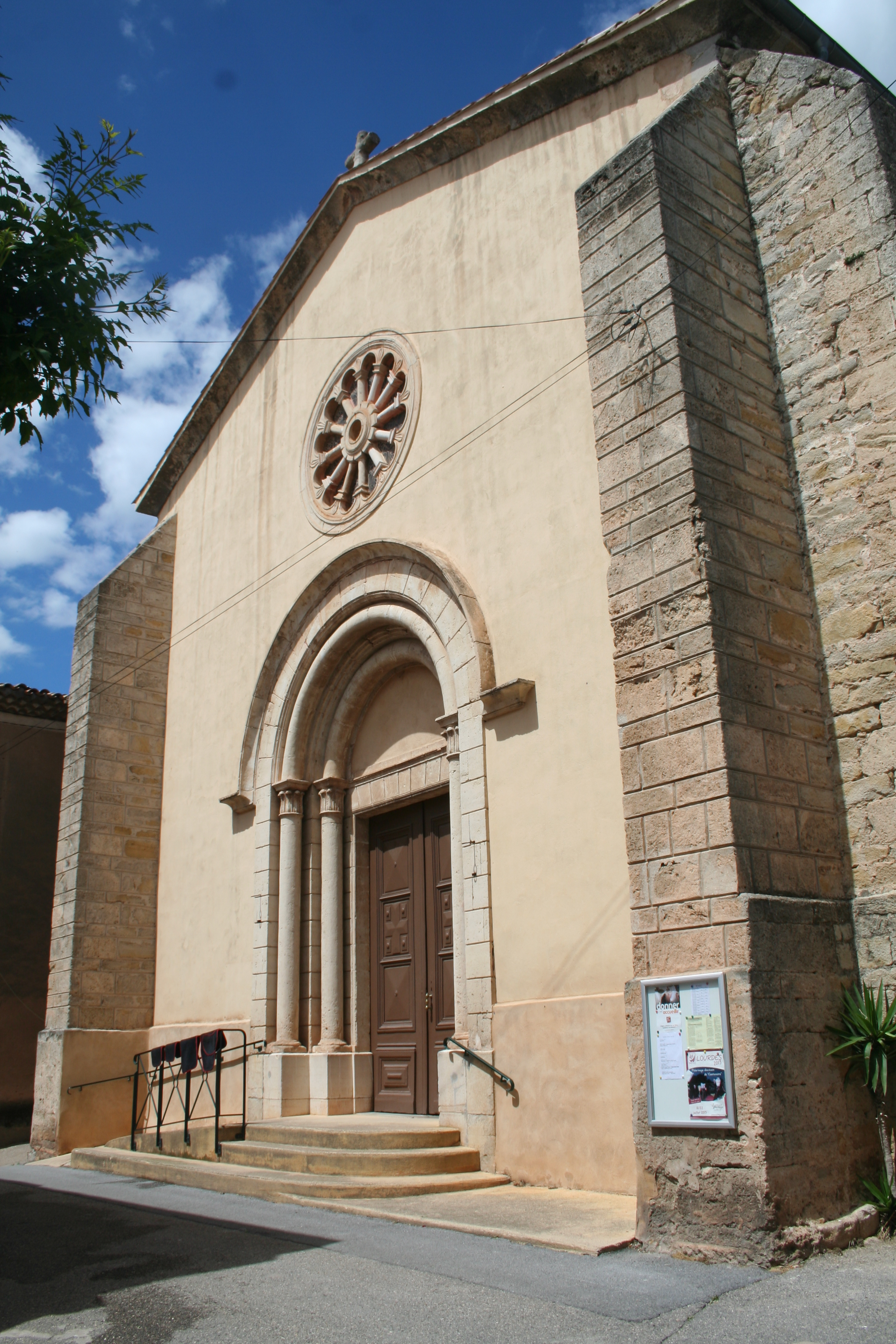
Église Notre-Dame-de-l'Assomption

- Der alte Ortskern von Villeveyrac gehört zum Typus der Circulades – Runddörfer, die aus Verteidigungsgründen um einen Kern, bestehend aus einer Burg und/oder Kirche, herum angelegt wurden und deren äußere Häuserfront als Ersatz für eine kostspielige Stadtmauer diente.
- Die Pfarrkirche (Église Notre-Dame-de-l'Assomption) ist ein Bau des 15/16. Jahrhunderts, der jedoch im 19. Jahrhundert sein heutiges Aussehen erhielt.
- Die oktogonale protestantische Kirche (temple) entstand ebenfalls im 19. Jahrhundert.
- Wichtigstes Bauwerk auf dem Gebiet der Gemeinde ist die etwa drei Kilometer in südwestlicher Richtung gelegene ehemalige Zisterzienser-Abtei Valmagne. Der gut erhaltene Klosterkomplex mit Kirche, Kreuzgang, Kapitelsaal und Nebengebäuden ist seit dem Jahr 1997 in Teilen als Monument historique klassifiziert.[2]
- Mehrere Steinhütten aus Trockenmauerwerk (capitelles), die vor und während der Weinlese zur Bewachung der Weinfelder genutzt wurden, befinden sich in der Umgebung des Ortes.